# Puente del Congosto (kommun)
Puente del Congosto är en kommun i Spanien.   Den ligger i provinsen Provincia de Salamanca och regionen Kastilien och Leon, i den centrala delen av landet, 150 km väster om huvudstaden Madrid. Antalet invånare är 253.